# Svenska kyrkan i Toronto
Svenska kyrkan i Toronto är en av Svenska kyrkans utlandsförsamlingar. 

## Administrativ historik
Församlingen bildades 19 april 1953 som en församling inom Evangelical Lutheran Church in Canada (ELCIC) och tillhörde The Eastern Synod. Församlingen upptogs 1990 som en församling i utlandsförsamlingar.

## Kyrkoherdar
| Ämbetstid | Namn                                | Levnadstid | Övrigt                   |
| --------- | ----------------------------------- | ---------- | ------------------------ |
| –1953     | Josef Sjöberg                       |            |                          |
| 1953–1975 | August Raidur                       |            |                          |
| 1975–1991 | Tönis Nömmik                        |            |                          |
| 1991–1996 | Lars Frisk                          |            |                          |
| 1996–1998 | Per-Olov Carvell                    |            |                          |
| 1998–1999 | Gunnar Prytz Leland                 |            |                          |
| 2000      | Darren Dahl                         |            | Vikarierande kyrkoherde. |
| 2001–2003 | Markku Suokonautio                  |            |                          |
| 2003–2005 | Jan Janson                          |            |                          |
| 2005–2013 | Anna Runesson                       |            |                          |
| 2009–2010 | Mikael Sjödin                       |            | Vikarierande kyrkoherde. |
| 2014      | Jan Jansson och Gunnar Prytz Leland |            |                          |
| 2014–2017 | Tommy Svensson                      | 1939–      | Vikarierande kyrkoherde. |
| 2017–2018 | Anders Fehn                         |            |                          |

### Fotnoter
1. 1 2  ”Svenska kyrkan i Toronto - en historik”. Svenska kyrkan i Toronto. 25 januari 2018. https://www.svenskakyrkan.se/toronto/svenska-kyrkan-i-toronto---en-historik. Läst 17 juni 2022.
2. ↑   Matrikel 2016: Svenska kyrkan (69:a utgåvan). Stockholm: Verbum. 2016. sid. 416. ISBN 978-91-5263615-2